# Kosovo und die Europäische Union
Das Kosovo hat wie der gesamte westliche Balkan eine europäische Perspektive, das heißt die Aussicht, eines Tages der Europäischen Union beizutreten. Kosovo stellte am 15. Dezember 2022 als letzter Balkanstaat einen EU-Beitrittsantrag.

## Beziehungen EU-Kosovo
Kosovo erklärte sich am 17. Februar 2008 für unabhängig. Die Unabhängigkeit Kosovos wird bislang von 22 der 27 EU-Mitgliedstaaten anerkannt. Griechenland, Rumänien, die Slowakei, Spanien und die Republik Zypern erkennen die Republik Kosovo nicht an.
Der Rat der Europäischen Union hat unmittelbar nach der kosovarischen Unabhängigkeitserklärung zur Kenntnis genommen, „dass die Mitgliedstaaten im Einklang mit ihren nationalen Gepflogenheiten und dem Völkerrecht über ihre Beziehungen zum Kosovo beschließen werden.“ Der Europäische Rat betonte auf seiner Tagung am 19. Juni 2008, dass dem Kosovo ebenso wie dem übrigen westlichen Balkan eine klare europäische Perspektive offensteht. Der Rat erklärte die Bereitschaft der EU, eine führende Rolle bei der Stabilisierung Kosovos spielen zu wollen.
Die Hohe Vertreterin der EU für Außen- und Sicherheitspolitik, Catherine Ashton, begrüßte das Gutachten des Internationalen Gerichtshofs vom Juli 2010, wonach die Unabhängigkeitserklärung des Kosovos nicht gegen Völkerrecht verstoßen hat. Am 8. Juli 2010 hat das Europäische Parlament alle EU-Mitgliedstaaten aufgefordert, die Republik Kosovo anzuerkennen.
Die EU unterstützt die Stabilisierung des Kosovos vor allem durch die Rechtsstaatsmission EULEX und der EU-Sonderbeauftragten für das Kosovo, Nataliya Apostolova, sowie im Rahmen des Stabilisierungs- und Assoziierungsprozesses (SAP).

## Stabilisierungs- und Assoziierungsprozess
Der Kosovo nahm bereits vor der Unabhängigkeitserklärung am Stabilisierungs- und Assoziierungsprozess der EU mit den Staaten des westlichen Balkans teil. Steuerungsrahmen ist der SAP Dialog, der von 2003 bis 2010 den Namen SAP Tracking Mechanism trug. Er beinhaltet regelmäßige Treffen zwischen der EU und dem Kosovo zur Überwachung des Reformstands, einschließlich eines politischen Dialogs. Der SAP Dialog soll das Kosovo vor allem bei weiteren Reformen und dem institutionellen Aufbau unterstützen sowie ein besseres Verständnis der EU-Politiken und der europäischen Standards vermitteln.
Das Stabilisierungs- und Assoziierungsabkommen zwischen dem Kosovo und der EU trat am 1. April 2016 in Kraft.
Davor wurde es von 2013 bis 2014 verhandelt und am 27. Oktober 2015 von beiden Vertragsparteien unterzeichnet.
Am 2. November 2015 wurde es vom kosovarischen und am 21. Januar 2016 vom europäischen Parlament ratifiziert. Eine Ratifikation der nationalen Parlamente war durch den Vertrag von Lissabon nicht nötig, da die EU seit dem Inkrafttreten dieses Vertrages eine eigene Rechtspersönlichkeit hat.

## Reformstand
Die Europäische Partnerschaft legt kurz- und mittelfristige Reformprioritäten fest. Die letzte Europäische Partnerschaft zwischen der EU und Kosovo wurde im Februar 2008 unter der slowenischen EU-Ratspräsidentschaft verabschiedet.
Die Europäische Kommission beurteilt jedes Jahr im Herbst den Reformstand in den Beitrittskandidaten und potenziellen Beitrittskandidaten. Der Fortschrittsbericht zum Kosovo vom Oktober 2009 stellt dem Kosovo ein relativ kritisches Zeugnis aus. Die Europäische Kommission attestiert dem Kosovo nur begrenzte Fortschritte bei der Rechtsstaatlichkeit und dem Aufbau des Justizsystems. Nur begrenzte Fortschritte sieht die Europäische Kommission beim Kampf gegen Misshandlungen in Haft und gegen Straflosigkeit. Korruption bleibe ein ernstes Problem. Die Meinungsfreiheit werde in der Praxis nicht vollständig gewährleistet. Vor allem gebe es eine politische Einflussnahme auf die Medien. Wenig Fortschritte sieht die Europäische Kommission in den Bereichen Justiz, Freiheit und Sicherheit. Den Behörden werden nur schwache Kapazitäten beim Kampf gegen Geldwäsche attestiert. Trotz einiger Erfolge blieben der Kampf gegen den Drogenhandel und die organisierte Kriminalität ein ernstes Problem. Wirtschaftliche und soziale Rechte würden nicht vollständig gewährleistet. Problembereiche seien vor allem der Schutz von Frauen vor Gewalt, Kinderhandel und Kinderarbeit. Die Arbeitslosenquote in Kosovo sei weiterhin hoch. Hemmschuhe seien vor allem ein schwacher Rechtsstaat, eine unzureichende Verkehrs- und Energieinfrastruktur sowie wenig differenzierte Produktionsmöglichkeiten. Die Europäische Kommission fordert das Kosovo auf, die Minderheiten des Kosovos besser zu schützen, vor allem Serben und Roma.
Die Europäische Kommission hat am 14. Oktober 2009 eine Studie unter dem Titel „Kosovo – Verwirklichung der Europäischen Perspektive“ vorgelegt. Sie untersucht darin, wie die europäische Perspektive des Kosovos gestärkt und konkretisiert werden kann. Die Kommission schlägt darin ein „strukturiertes Konzept“ mit dem Fernziel Visaliberalisierung sowie Gespräche in Richtung eines Handelsabkommens der EU mit dem Kosovo vor.
Im Juli 2018 stellte die Europäische Kommission fest, dass die Bedingungen bei der Visaliberalisierung erreicht wurden. Im Oktober 2021 stellte die Kommission aber weiterhin fest, dass es weiterhin noch nicht zu einem rechtlich bindenden Normalisierungsabkommen zwischen Kosovo und Serbien gekommen sei, was für weitergehende Beitrittsverhandlungen aber eine Bedingung sei.

## Finanzielle Unterstützung
Im Rahmen des EU-Instruments für Heranführungshilfe (IPA) soll das Kosovo zur Unterstützung der EU-Heranführung für die Jahre 2008 bis 2012 rund 496,8 Mio. Euro erhalten. 2010 sind für das Kosovo IPA-Mittel in Höhe von 67,3 Mio. Euro vorgesehen. Daneben erhält das Kosovo auch EU-Makrofinanzhilfe.
Auf einer Geberkonferenz in Brüssel im Juli 2008 sagte die internationale Gemeinschaft dem Kosovo Hilfen in Höhe von 1,2 Milliarden Euro für die kommenden Jahre zu. Davon stellten die EU und ihre Mitgliedstaaten etwa 800 Millionen Euro in Aussicht.
→ Parallelen zum anderen passiven Euronutzer: Montenegro und der Euro
Gesetzliches Zahlungsmittel in Kosovo ist wie im Nachbarland Montenegro der Euro. Kosovo führte im September 1999 die Deutsche Mark als gesetzliches Zahlungsmittel ein, nachdem es aus dem Währungsraum des Serbischen Dinars ausgeschieden war. Am 1. Januar 2002 lösten die auf Euro lautenden Münzen und Banknoten die D-Mark als Zahlungsmittel ab.
Das Kosovo, das zwar faktisch, nicht aber „offiziell“ Mitgliedsland der Eurozone ist, darf demzufolge keine Euromünzen mit länderspezifischem Design prägen.

## Visa
Kosovarische Staatsangehörige benötigten bis Ende 2023 im Gegensatz zu allen anderen Westbalkan-Staaten ein Visum, wenn sie in den Schengen-Raum einreisen wollten. Dies galt auch für Einwohner des Kosovos mit serbischem Reisepass. Die Visumbefreiung für serbische Staatsangehörige ab 19. Dezember 2009 galt für sie nicht.
Der Rat der Europäischen Union hat am 8. Dezember 2009 betont, dass „Kosovo ebenfalls die Perspektive einer Visaliberalisierung  haben sollte, sobald alle Voraussetzungen erfüllt sind, und ruft die Kommission auf, ein strukturiertes Konzept vorzulegen, mit dem die Bürger des Kosovo an die EU angenähert werden.“
Seit dem 1. Januar 2024 dürfen Inhaber eines kosovarischen Reisepasses in den Schengen-Raum einreisen. Dies wurde nach einem langen Verhandlungsverfahren beschlossen.